# Stefán Karl Stefánsson
Stefán Karl Stefánsson, född 10 juli 1975 i Hafnarfjörður, död 21 augusti 2018 i Reykjavik, var en isländsk skådespelare och sångare. Stefánsson är mest känd för att ha spelat skurken Robbie Rotten, på svenska Robin Rutten, i TV-serien LazyTown (2004–2007; 2013–2015).

## Cancer och bortgång
Stefánsson meddelade i oktober 2016 att han drabbats av bukspottkörtelcancer. En pengainsamlingsfond startades 10 oktober 2016 av en av seriens manusförfattare, Mark Valenti, för att stödja Stefán finansiellt under hans återhämtning. Kampanjen uppmärksammades på Youtube av kanalen "SiIvaGunner" som gjort en parodi på den kända låten "We Are Number One", sjungen av Stefáns karaktär. Låten och dess officiella musikvideo har senare blivit en meme. Den 9 juli 2017 hade kampanjen samlat in över 150 000 amerikanska dollar från sitt mål på 150 000. Som tack lade Stefán ut en video på Facebook där han sjöng låten live tillsammans med de andra skådespelarna som medverkat i musikvideon.
I mars 2018 underrättade Stefán sina följare på Facebook att han hade blivit diagnostiserad med en elakartad gallgångscancer, och att han hade påbörjat cellgiftsbehandling för att förlänga sitt liv. I april 2018 meddelade Stefán att han personligen bestämt sig för att sluta cellgiftsbehandlingen och stängde ner sina konton på alla sociala medier.
Den 21 augusti 2018 gick Stefán bort vid 43 års ålder.